# 312P/NEAT
312P/NEAT è una cometa periodica con un'insolita storia osservativa.
Nonostante porti il nome di un programma di ricerca, NEAT, la cometa è stata scoperta da un astrofilo tedesco, Maik Meyer, il 27 gennaio 2010 su immagini d'archivio riprese tra l'agosto e il dicembre 2001, la scoperta è stata ufficializzata il 19 marzo 2010.
Si tratta quindi di una scoperta fatta a posteriori, a quasi 9 anni di distanza dal passaggio della cometa al perielio del 2001.
Secondo quanto stabilito dall'Unione Astronomica Internazionale, la scoperta è stata attribuita a chi ha ripreso le immagini della scoperta e non a chi ha materialmente effettuato su di esse la scoperta.
Stranamente la cometa non è stata osservata nemmeno al passaggio successivo nel 2007, secondo Meyer il successivo passaggio del 2014 avrebbe dovuto essere sfavorevole invece la cometa è stata osservata permettendo di essere numerata definitivamente, al prossimo passaggio del 2020 la cometa dovrebbe essere posizionata meglio e quindi osservabile in condizioni migliori.